# Липа Ганна-Оксана Ярославівна
Га́нна-Окса́на Яросла́вівна Ли́па (нар. 18 липня 1958, Верхній Лужок, Львівська область) — українська художниця декоративно-ужиткового мистецтва. Заслужений художник України (2012). Член Національної спілки художників України (1990).

## Життєпис
Ганна-Оксана Липа народилася 18 липня 1958 року в селі Верхньому Лужку на Львівщині.
1982 року закінчила Львівський інститут прикладного та декоративного мистецтва (педагоги з фаху Михайло Гладкий, Дмитро Крвавич, Іван Томчук, Іван Франк). Відтоді працювала у Львові, зокрема протягом 1982—1989 років художником-конструктором інституту матеріалів; а також у 1984—2007 роках на експериментальній кераміко-скульптурній фабриці. У 2002—2005 роках очолювала секцію кераміки Львівської організації Національної спілки художників України.

## Творчість
1986 року почала представляти свої роботи на всеукраїнських та міжнародних виставках, пленерах. Персональні виставки відбулися у Львові (1989—1990, 1998, 2001, 2004, 2007—2009, 2013, 2018), Кракові (1996), Києві (2001—2002, 2012—2013, 2015).
У своїх роботах художниця глибоко розмірковує над сенсом життя, черпаючи натхнення з давніх джерел та світової культурної спадщини. Вона часто надає своїм творам величних форм, а також переосмислює символи та образи, поєднуючи їх з різними видами мистецтва.
У доробку художниці є декоративні тарелі, рельєфи, пласти, вази, чайні та кавові сервізи (понад 100 різних видів продукції запустили в масове виробництво), дзбанки, вазони, монументальне декоративне панно дуже чітко відображає національні традиції у своїх формах та візерунках, садово-паркові композиції, для яких використовується кам'яна маса, фарфор, фаянс, гончарна глина, шамот; батики, інсталяції та живописні композиції. Декорує інтер'єри та екстер'єри. Окремі твори зберігаються у фондах Національного музею-заповідника українського гончарства в Опішному, Львівської національної галереї мистецтв імені Бориса Возницького та інституті банківської справи, Музею кераміки (м. Болеславець, Польща); приватних колекціях України, Німеччини, США, Австрії, Азербайджану, Польщі, Туреччини.
Серед важливих робіт:
- живопис — «Сирена. Ніч» (1979), «Передчуття польоту» (1981), «Леда», «Велика розпусниця» (обидва — 1994), «Ключівські весільні» (2011), «Світоч» (2012), триптих «Даная» (2013);
- живописні цикли — «Берегиня» (1995—1996), «Духи забутих предків» (2013), «Майдан» (2014);
- батики — «Народження квітки» (1985), «Народний мотив», «Звізда (Мати)», «Дерево життя» (усі — 1986), «Народження пісні», «Народження щастя», «Жіночий портрет із сиреною» (усі — 1987), «Море», «Материнство» (обидва — 1989), «Сонце», «Голгофа», «Муза», «Довге чекання в журбі» (усі — 1990);
- керамічні цикли — «Ave Maria» (1987—1988), «Муза. Присвята Україні», «Трансформація світла» (обидва — 1988—1989), «Голгофа. Присвята всім репресованим» (1990), «Еротична трансформація» (1990—1993), «Матріархат» (1990—1994), «Розмова» (1994—1996), «Берегиня» (1994—1998), «Калейдоскоп» (1995—1997), «Ікона-хрест» (1996), «Лови невидимого звіра. Трансмутації» (1998—2002), «У пошуках золотої рибки» (1998—2004), «Hermeneutike. Мова і простір» (2002—2006), «Poly + sema» (2004—2008), «Круговерть», «Витоки», «Ключ-оберіг» (усі — 2006), «Праматриці» (2010);
- графічні цикли — «Муза» (1990—1991), «Священна земля» (2007—2008, 2013), «Даная» (2013)[4].

## Нагороди
- Заслужений художник України (6 березня 2012) — за значний особистий внесок у соціально-економічний, науково технічний, культурно-освітній розвиток Української держави, вагомі професійні здобутки та багаторічну сумлінну працю[5];
- Львівська обласна премія імені Зеновія Флінти (2008).